# Jean de Luxembourg (1957)
Pour les articles homonymes, voir Jean de Luxembourg.
Le prince Jean de Luxembourg, né le 15 mai 1957 au château de Betzdorf, est un prince de Luxembourg et le deuxième fils du grand-duc Jean et de la grande-duchesse Joséphine-Charlotte.
Il est le frère jumeau de la princesse Margaretha de Luxembourg, princesse de Liechtenstein, et le frère cadet du grand-duc Henri, actuel souverain constitutionnel et chef de l'État du Luxembourg.
Son parrain était son grand-père paternel, le prince Félix, et sa marraine était la princesse Marguerite de Suède.
Il renonce à ses droits de succession au trône luxembourgeois, le 26 septembre 1986.

## Biographie

### Éducation et jeunesse
Le prince Jean a suivi une scolarité au Luxembourg, en Suisse mais aussi en France, à Abondance, où il a passé le baccalauréat.
En 1978, le prince Jean entre à l'Académie royale militaire de Sandhurst en Grande-Bretagne, dont il est diplômé. Il devient capitaine de l'armée luxembourgeoise en 1979. Le prince Jean poursuit ensuite ses études à l'Université de Genève et à la Webster University à Genève, avant d’être engagé en tant qu’analyste financier dans le cabinet du président de la société W.R. Grace à New York, conglomérat diversifié actif dans le monde entier. Il passe entre autres 6 mois dans l’équipe de la Commission (Grace Commission) créée par le président Ronald Reagan (1983) pour assainir le budget fédéral américain. Après quatre ans aux États-Unis, le prince Jean rentre en Europe où il obtient en décembre 1986 un MBA à l'INSEAD de Fontainebleau.

### Carrière
Début 1987, le prince Jean rejoint le cabinet américain de conseil en stratégie Booz Allen Hamilton, où il se spécialise dans le secteur financier. À partir de 1991, il commence à développer ses propres activités dans le développement international et le conseil en financement structuré en Chine, en Asie centrale, au Moyen et Proche-Orient et en Afrique du Sud.

Il est engagé en 1997 par Suez-Lyonnaise des Eaux à la suite de la fusion de Suez avec la Société générale de Belgique pour prendre la direction du département du développement international. Au cours de sa carrière au sein du groupe Suez, il a été successivement vice-président et directeur chargé du développement international de Suez et responsable de la stratégie de Degrémont. Il est membre pendant dix ans du comité exécutif de Degrémont.
En 2006, il rachète WSSA, la filiale sud-africaine de Suez Environnement, et crée Mea Aqua, société qui développe des activités de traitement de l'eau en Afrique du Sud ainsi que dans le reste de l’Afrique et au Moyen-Orient.
En 2013, Mea Aqua emploie, à travers ses différentes filiales, plus de 2 000 personnes en Afrique australe avec des projets récents en Australie.

### Autres fonctions
Le prince Jean a été président de la Chambre de commerce belgo-luxembourgeoise en France pendant quatre ans au début des années 2000, et puis de nouveau de 2009 à 2013.
Il siège aujourd’hui au conseil d'administration de plusieurs sociétés et institutions dont notamment la banque Degroof Luxembourg et la banque Eurobank EFG (Groupe Latsis).

### Mariages et descendance
Le 27 mai 1987, le prince Jean se marie à Paris avec Hélène Vestur (Saint-Germain-en-Laye, 31 mai 1958), alors auditeur au Conseil d'État et aujourd’hui conseiller d'État. Son épouse et leurs quatre enfants portent le titre de comte et comtesse de Nassau, avant que leurs enfants soient élevés, le 27 novembre 2004, au rang de prince et princesse de Nassau avec la qualification d'altesse royale. Le couple divorce le 13 décembre 2004. Leurs quatre enfants sont :
- la princesse Marie-Gabrielle Cécile Charlotte Sophie de Nassau (Paris, 8 septembre 1986), mariée le 15 mai 2017 à Luxembourg avec Antonius Willms (né en 1988), fils de Hayo Willms et de la comtesse Maria Theresia von Goëss (de). Ils sont les parents de trois enfants, Zeno (né le 5 juin 2018), Cajetan (né le 20 septembre 2020) et Oona (née en avril 2024)[5].
- le prince Constantin Jean Philippe Marie Albert Marc d'Aviano de Nassau (Paris, 22 juillet 1988), marié le 22 décembre 2020 à Gibraltar avec Kathryn "Katy" Mechie (née en 1989). Ils sont les parents d'un fils, Félix (né en 2018) et d'une fille, Cosima (née le 13 mai 2022).
- le prince Wenceslas François Baudouin Léopold Juraj Marie Marc d'Aviano de Nassau (Paris, 17 novembre 1990), marié le 1er mai 2021 avec Elisabeth "Sissi" Lamarche (née en 1990), fille de Gérard Lamarche et de la comtesse Vinciane de Marchant et d'Ansembourg. Ils sont les parents d'un fils, Calixte (né en novembre 2022).
- le prince Carl-Johann Félix Julien Marc d'Aviano de Nassau (Paris, 15 août 1992), marié en 2019 avec Ivana Jamin (née en 1994). Ils sont les parents d'un fils, Xander (né en 2021) et d'une fille, Amadea (née en 2022).

Le 18 mars 2009, le prince Jean se remarie à Ruremonde avec Diane de Guerre (née en 1962), fille du général de brigade Claude Gaston de Guerre (1910-1997) et de la comtesse Eugenie Marie Wolff-Metternich zur Gracht (1923-2016) ; Diane de Guerre est dès lors titrée comtesse de Nassau. Elle est cousine germaine de la chanteuse Chantal Goya.

### Controverse
Le Monde diplomatique de février 2016 écrit que, lors d'une enquête parlementaire spécifique menée parallèlement au procès des attentats lors de l'affaire des poseurs de bombe dans les années 1980, il a été révélé que le service de renseignement de l’État du Luxembourg (SREL), « détient un enregistrement datant du début des années 2000 dans lequel le chef du gouvernement Jean-Claude Juncker discute avec le grand-duc Henri de l'implication de son frère cadet, le prince Jean de Luxembourg, dans les attentats ».